# Cehia la Jocurile Olimpice de vară din 2012
Cehia la Jocurile Olimpice de vară din 2012 de la Londra în perioada 27 iulie–12 august 2012, a participat cu o delegație de 133 de sportivi care a concurat la 19 sporturi. S-a aflat pe locul 19 în clasamentul pe medalii.

## Medaliați
| \| Medal \| Name \| Sport \| Event \| Date \| \| ----- \| ------------------------------------------------- \| ---------------- \| ----------------------------- \| --------- \| \| 1 \| Miroslava Knapková \| Canotaj \| Simplu vâsle (1x) feminin \| 4 august \| \| 1 \| Barbora Špotáková \| Atletism \| Aruncare suliței feminin \| 9 august \| \| 1 \| David Svoboda \| Pentatlon modern \| Masculin \| 11 august \| \| 1 \| Jaroslav Kulhavý \| Ciclism \| Mountain biking men \| 12 august \| \| 2 \| Vavřinec Hradilek \| Caiac canoe \| K-1 masculin \| 1 august \| \| 2 \| Ondřej Synek \| Canotaj \| Simplu vâsle (1x) masculin \| 3 august \| \| 2 \| Andrea Hlaváčková Lucie Hradecká \| Tenis \| Dublu feminin \| 5 august \| \| 3 \| Adéla Sýkorová \| Tir \| Pușcă 50 m feminin, 3 poziții \| 4 august \| \| 3 \| Zuzana Hejnová \| Atletism \| 400 m garduri feminin \| 8 august \| \| 3 \| Josef Dostál Daniel Havel Jan Štěrba Lukáš Trefil \| Caiac canoe \| K-4 1000 m masculin \| 9 august \| - en Cehia la Jocurile Olimpice de vară din 2012 Arhivat în 7 noiembrie 2012, la Wayback Machine. pe Sports Reference |                                                   |                  |                               |           |
| Medal | Name                                              | Sport            | Event                         | Date      |
| 1 | Miroslava Knapková                                | Canotaj          | Simplu vâsle (1x) feminin     | 4 august  |
| 1 | Barbora Špotáková                                 | Atletism         | Aruncare suliței feminin      | 9 august  |
| 1 | David Svoboda                                     | Pentatlon modern | Masculin                      | 11 august |
| 1 | Jaroslav Kulhavý                                  | Ciclism          | Mountain biking men           | 12 august |
| 2 | Vavřinec Hradilek                                 | Caiac canoe      | K-1 masculin                  | 1 august  |
| 2 | Ondřej Synek                                      | Canotaj          | Simplu vâsle (1x) masculin    | 3 august  |
| 2 | Andrea Hlaváčková Lucie Hradecká                  | Tenis            | Dublu feminin                 | 5 august  |
| 3 | Adéla Sýkorová                                    | Tir              | Pușcă 50 m feminin, 3 poziții | 4 august  |
| 3 | Zuzana Hejnová                                    | Atletism         | 400 m garduri feminin         | 8 august  |
| 3 | Josef Dostál Daniel Havel Jan Štěrba Lukáš Trefil | Caiac canoe      | K-4 1000 m masculin           | 9 august  |